# Sauve
Sauve är en kommun i departementet Gard i regionen Occitanien i södra Frankrike. Kommunen ligger i kantonen Sauve som tillhör arrondissementet Le Vigan. År 2022 hade Sauve 1 956 invånare.

## Befolkningsutveckling
Antalet invånare i kommunen Sauve
Referens:INSEE